# Коберский, Виталий Мирославович
Вита́лий Миросла́вович Кобе́рский (род. 24 февраля 1946, Хабаровск, СССР) — советский футболист, полузащитник, тренер. Мастер спорта СССР.

## Карьера

### Клубная
В Высшей лиге играл за минское «Динамо», после чего перешёл в харьковский «Металлист», который играл в то время в Первой лиге. В 1972 году выступал в семипалатинском «Спартаке».

### Тренерская
На протяжении десяти сезонов руководил владивостокским «Лучом». В последующем был главным тренером в командах Второго дивизиона «Орле», «Металлурге-Метизнике», «Славянске», «Кавказтрансгазе-2005».

## Личная жизнь
Сын — Денис Коберский, футболист, известен по выступлениям за владивостокский «Луч».